# Nysius blackburni
Nysius blackburni är en insektsart som beskrevs av White 1881. Nysius blackburni ingår i släktet Nysius och familjen fröskinnbaggar. Inga underarter finns listade i Catalogue of Life.